# Chapelle Sainte-Blanche de Saint-Cast
La chapelle Sainte-Blanche est une chapelle catholique située à Saint-Cast-le-Guildo en Bretagne, dans le quartier de l'Isle. Elle est placée sous le vocable de la fameuse sainte bretonne, sainte Blanche (ou en breton sainte Gwen).

## Histoire

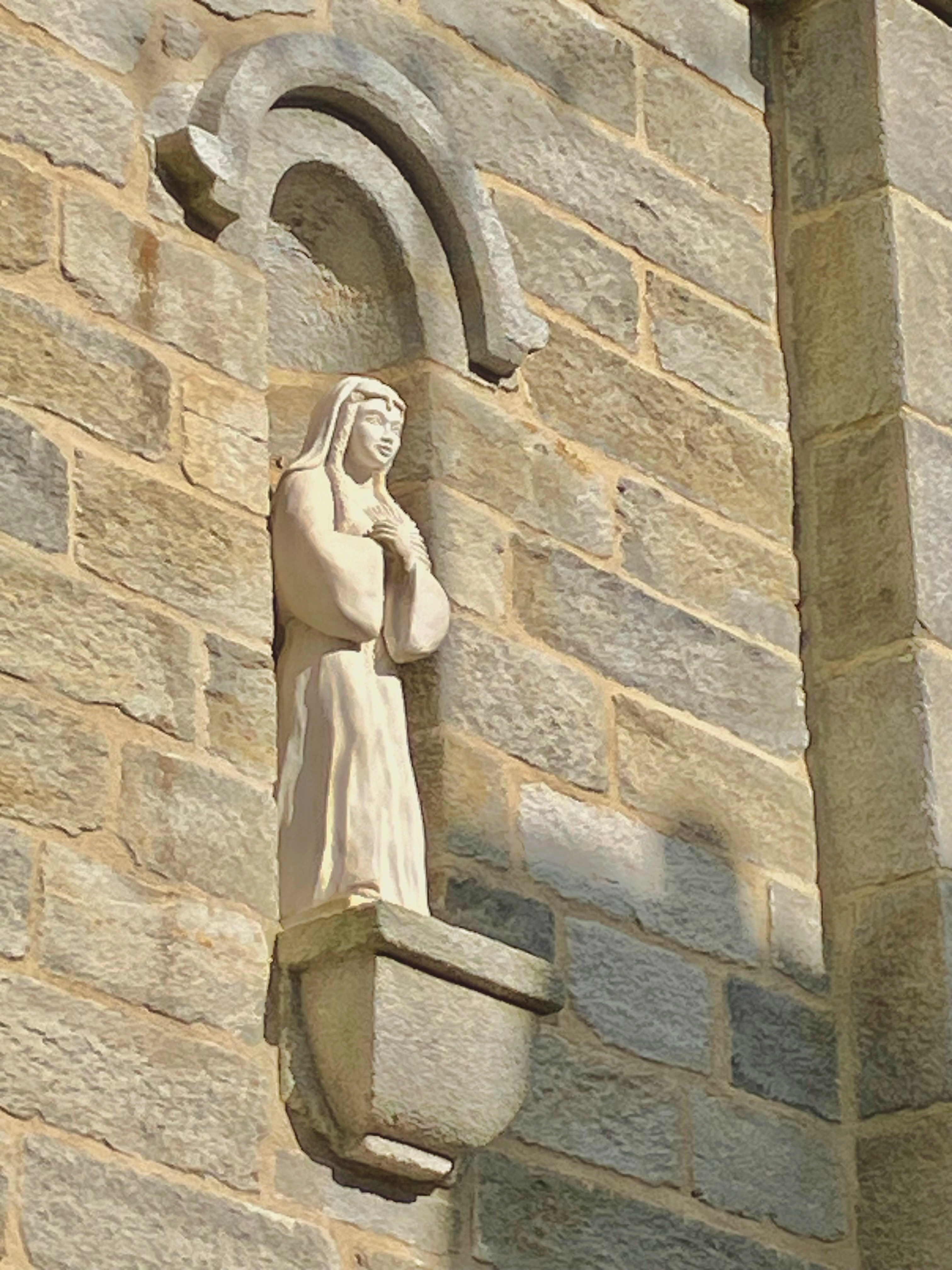
Statue de Sainte Blanche installée dans un niche sur la façade de la chapelle.

La chapelle est bâtie à l'emplacement d'un ancien sanctuaire desservi par les moines de Saint-Jacut jusqu'à ce qu'elle soit incendiée par les Anglais à la bataille de Saint-Cast le 11 septembre 1758. Elle était fréquentée pour la protection des hommes en mer. Le petit édifice tombe en ruines et il ne reste en 1870 qu'un pan de mur et des pierres écroulées. En 1915, le nouveau recteur de l'église de Saint-Cast, le chanoine Ribault, s'intéresse à l'histoire de ces ruines et obtient le 25 décembre 1918, jour de Noël, la permission du conseil municipal de les relever. La nouvelle chapelle Sainte-Blanche est terminée sur fonds privés en 1920. On trouve, dans des sépultures creusées dans le roc des fondations, des squelettes pouvant dater du VIe siècle avant J.-C.. 
La chapelle Sainte-Blanche est ouverte à la visite tous les jours en été, grâce à des bénévoles, et certains jours hors saison. Des messes y sont célébrées épisodiquement et des concerts y sont donnés, selon la programmation de l'office du tourisme de Saint-Cast.

## Description
La petite église est à nef unique avec des bas-côtés et une petite abside en demi-cercle. Au-dessus du maître-autel du XVIIIe siècle, au milieu du retable de bois, on remarque une statue de sainte Blanche, objet d'une grande vénération. Les boiseries sont remarquables, notamment  celles de la tribune. Un confessionnal est fait en lit-clos breton. Le bénitier en granit est classé en 1970 aux monuments historiques et provient de l'ancienne église de Saint-Cast. 
Une pierre au-dessus de la porte d'entrée porte un calice, une patène et une année, 1290 ou 1590. Cette pierre provient d'une vieille maison du village de Lesrot.